# 847
| 847                |
| ------------------ |
| Dødsfald - Fødsler |
|                    |

| Gregoriansk kalender | 847 DCCCXLVII           |
| Ab urbe condita      | 1600                    |
| Armensk kalender     | 296 ԹՎ ՄՂԶ              |
| Kinesiske kalender   | 3543 – 3544 丙寅 – 丁卯 |
| Etiopisk kalender    | 839 – 840               |
| Jødisk kalender      | 4607 – 4608             |
| Hindukalendere       |                         |
| - Vikram Samvat      | 902 – 903               |
| - Shaka Samvat       | 769 – 770               |
| - Kali Yuga          | 3948 – 3949             |
| Iransk kalender      | 225 – 226               |
| Islamisk kalender    | 232 – 233               |

Se også 847 (tal)